# Luis Regueiro
Luis Regueiro Pagola (1. července 1908 Irún — 6. prosince 1995 Ciudad de México) byl španělský fotbalista baskické národnosti.
Byl odchovancem klubu Real Unión Irún, s nímž vyhrál roku 1927 Copa del Rey. V roce 1931 přestoupil do Realu Madrid, kde získal dva španělské tituly (1932 a 1933). Ve španělské nejvyšší soutěži nastoupil ke 145 utkáním, v nichž vsítil 90 branek. Ve španělské reprezentaci odehrál 25 zápasů a vstřelil 16 branek, zúčastnil se olympiády 1928, kde vstřelil dvě branky v zápase s Mexikem, a mistrovství světa ve fotbale 1934, kde skóroval ve čtvrtfinálovém zápase s domácí Itálií. Po vypuknutí španělské občanské války se stal členem baskické fotbalové reprezentace, která hrála přátelské zápasy ve Francii, Československu a Sovětském svazu. Později odešel do Mexika, kde působil v týmu Club Deportivo Euzkadi, složeném z baskických exulantů, který byl účastníkem mexické nejvyšší soutěže. Později hrál za Asturias FC a Club América, kde byl po ukončení hráčské kariéry také trenérem.
Jeho syn Luis Regueiro Urquiola byl také fotbalistou, reprezentoval Mexiko na mistrovství světa ve fotbale 1966.